# Долцаго
Долца̀го (на италиански: Dolzago, на западноломбардски: Dulzach, Дулцак) е село и община в Северна Италия, провинция Леко, регион Ломбардия. Разположено е на 298 m надморска височина. Населението на общината е 2400 души (към 2014 г.).